# Annaphila mera
Annaphila mera är en fjärilsart som beskrevs av Harvey 1875. Annaphila mera ingår i släktet Annaphila och familjen nattflyn. Inga underarter finns listade i Catalogue of Life.